# Aaron ben Zerah
Aaron ben Zerah là một người Do Thái mang quốc tịch Pháp đã chịu án tử hình tại Estella ở Vương quốc Navarre vào ngày 5 tháng 3 năm 1328. Bị trục xuất khỏi ngôi nhà ban đầu của ông vào năm 1306 theo lệnh của Vua Philip IV của Pháp, người đã tịch thu tài sản của ông, ông đã tìm nơi ẩn náu tại Estella, nơi, sau khi cư trú ở đó trong vòng hai mươi năm, ông, vợ và một số con trai của ông bị tàn sát bởi dân số Kitô giáo trong một cuộc nổi dậy chống Do Thái. Sự khủng khiếp của sự kiện đó được mô tả trong "Ẓedah la-Derek", một tác phẩm được viết bởi con trai của Aaron là Menahem, người đã thoát chết và kể lại.